# Arctomecon
Genre
Arctomecon est un genre de plantes à fleurs de la famille des Papaveraceae. 

## Liste d'espèces
Selon ITIS :
- Arctomecon californica Torr. & Frém.
- Arctomecon humilis Coville
- Arctomecon merriamii Coville